# Алатни челик
У металургији, алатни челици, често називани и брзорезни челици (ознака HSS, од енглеског High Speed Steel) јесу група високо-легираних високо-угљеничних челика, код којих се велика механичка трајност и издржљивост постиже додавањем тј. легирањем челика са секундарним легирајућим елементима као што су хром, ванадијум, никл, манган, молибден или кобалт, при чему примарни легирајући елемент остаје угљеник. Захваљујући овоме, алатни челици развијају веће брзине него угљенични челици, те отуда и назив брзорезни челик. За ову групу челика важи само њима својствена карактеристика - ,,Црвена тврдоћа", а то је укратко особина челика да задржи тврдоћу и постојаност иако је загрејан до критичне температуре, што код обичних челика није могуће. Сходно специфичним својствима ових челика, на њих се примењује и посебна термичка обрада. Ови челици такође поседују високу каљивост.

## Особине
Ова група легура одликује се високом тврдоћом, чврстином, отпорношћу на абразију односно хабање, као и жилавошћу. Поред гвожђа који је основни градивни елемент легуре, ове врсте челика садрже проценат угљеника у границама од 0,6% до 1,2%; док садржај осталих легирајућих елемената укупно прелази 7%. Садржај кобалта не сме прећи 8%. Угљеник као најутицајнији легирајући елемент обезбеђује у великој мери тврдоћу и отпорност на хабање, те је неизоставан део свих челика који припадају овој групи, заједно са хромом и ванадијумом који мање утичу на ове карактеристике али зато дају легури карактеристичну постојаност при великим температурама.